# Obóz Narodowo-Radykalny
Obóz Narodowo-Radykalny (ONR) – krótkotrwałe, skrajnie prawicowe ugrupowanie polityczne o charakterze faszystowskim założone 14 kwietnia 1934 r. przez młodzieżowych działaczy organizacji Obóz Wielkiej Polski, rozwiązane 10 lipca 1934 po 3 miesiącach działalności przez sanacyjne władze państwowe. W późniejszym okresie ONR działał nielegalnie. W 1935 Obóz Narodowo-Radykalny rozpadł się na Ruch Narodowo-Radykalny Falanga i Obóz Narodowo-Radykalny ABC. Nazwy ONR ABC i ONR Falanga są umowne i zostały nadane frakcjom przez historyków od nazw pism, wokół których koncentrowały się działania tych dwóch frakcji, odpowiednio dziennika „ABC” i czasopisma „Falanga”.

## Geneza
Powstanie ONR było rezultatem rozłamu w warszawskim okręgu Stronnictwa Narodowego. Przyczyną rozłamu był konflikt pomiędzy grupą działaczy wywodzących się z Ruchu Młodych Obozu Wielkiej Polski, umownie grupa ta jest określana jako „młodzi”, a przywódcami Stronnictwa Narodowego, umownie określani jako „starzy”.
Konflikt wynikał z różnych koncepcje taktyki obozu narodowego wobec rządzącej sanacji i różnic programowych.
Różnice taktyczne wynikały z odmiennej koncepcji zdobycia władzy. Od przewrotu majowego w 1926 roku II RP była krajem rządzonym autorytarnie przez tzw. sanację. „Starzy” opowiadali się za strategią legalnego dążenia do władzy. Reprezentujące w parlamencie obóz narodowy Stronnictwo Narodowe było legalną partią polityczną, która startowała w wyborach. Parlament miał jednak charakter wyłącznie fasadowy, nie miał realnej władzy a wybory nie były uczciwe, co szczególnie jasno uwidoczniło się przy okazji organizacji tzw. wyborów brzeskich, gdy przywódcy partii opozycyjnych zostali aresztowani a prasa opozycyjna czy ulotki były konfiskowane przez władze.
Wywodzący się z OWP „młodzi” krytycznie oceniali legalistyczną strategię „starych” i byli nastawieni znacznie bardziej bojowo wobec sanacji. Według raportów policyjnych na zebraniach OWP publicznie deklarowano chęć obalenia sanacji przemocą, drogą tzw. „rewolucji narodowej”. W nielegalnych komunikatach wydawanych przez młodych krytykowano „starych” za zbyt ugodowe, tchórzliwe wręcz, postawy wobec władzy. Podczas demonstracji OWP dochodziło do częstych starć z policją, przykładem jest zjazd OWP w Ryczywole, gdzie podczas walk z policją rannych zostało dwóch policjantów i trzech członków OWP.
Na nastroje w obozie narodowym mocno wpłynęło zdobycie władzy przez Hitlera w Niemczech. „Młodzi” byli w tym okresie zafascynowani hitleryzmem. (w kolejnych latach ich stanowisko wobec nazizmu będzie podlegać ewolucji). „Młodym” imponował przede wszystkim antysemityzm, a także skuteczność ruchu hitlerowskiego w zdobywaniu władzy. Starsi, bardziej liberalnie nastawieni politycy endecji bardziej sceptycznie podchodzili do hitleryzmu, nie chcieli imitować hitlerowskich metod zdobycia władzy i demagogii w kwestiach socjalnych, choć Roman Dmowski, nieformalny lider całego obozu narodowego, uważał nazizm za niemiecką formę ruchu narodowego i omawiał sukcesy Hitlera z dużą dozą sympatii.
Przykładowo pismo „Awangarda Państwa Narodowego” (redagowane przez młodych narodowców z Poznania) jasno stwierdza, że hitleryzm wywarł decydujący wpływ na poglądy ONR. Gdy w Warszawie rozwieszono ulotki: „Hitler – endek – dwa bratanki” pismo ONR „Sztafeta” chwaliło akcje jako dobrą robotę propagandową. W tym samym piśmie 7 czerwca 1934 napisano o państwie Hitlera: „cieszymy się, że znalazł się w Europie wielki kraj, który wymierzył żydowstwu cios tak potężny!”.
„Młodzi” i „starzy” mieli także odmienne stanowiska wobec mniejszości żydowskiej w II RP. Endecja jeszcze od czasów przedwojennych odwoływała się do antysemityzmu. Główny ideolog obozu Roman Dmowski uważał, że Żydzi są wrogo nastawieni do Polaków, że wywierają szkodliwy wpływ na kulturę i gospodarkę, odrzucał asymilacje, negował możliwość istnienia państwa wielokulturowego, jego ideałem było państwo narodowe, w którym mniejszości mają ograniczone prawa polityczne. Program SN w tej kwestii propagował bojkot ekonomiczny pod hasłem „swój do swego po swoje”, na uniwersytetach numerus clausus.
Dla „młodych” ten program nie był jednak wystarczająco radykalny. W 1932 roku Jan Mosdorf podczas obrad Rady Naczelnej Młodzieży Wszechpolskiej (będącej akademickim oddziałem OWP) rzucił hasło całkowitego pozbawienia Żydów praw obywatelskich. Będące pierwowzorem programu ONR Wytyczne w sprawach żydowskiej, mniejszości słowiańskich, niemieckiej, zasad polityki gospodarczej postulowały całkowitą separację Żydów i Polaków, proponowano na przykład zakaz małżeństw mieszanych, a w kwestii edukacji nie numerus clausus a numerus nullus. Zasada numerus nullus oznaczała, że Żydzi mieliby całkowity zakaz pobierania nauki wspólnie z Polakami na uniwersytetach. Mieliby posiadać swoje własne szkoły niższe i średnie, nie uznawane jednak przez państwo. Ponadto Żydzi, jako pozbawieni obywatelstwa „przynależni”, nie mieliby praw wyborczych, nie mogliby też służyć w wojsku, zajmować stanowisk państwowych i samorządowych ani pełnić funkcji publicznych. Rozwiązania podobne do tych z Wytycznych znalazły się później w hitlerowskich ustawach norymberskich.
„Młodzi” nie poprzestawali na samych tylko hasłach i dyskusji programowej na temat Żydów. W ramach OWP aktywnie organizowali ekscesy antysemickie, a już po delegalizacji OWP „młodzi” narodowcy związani z Piaseckim byli na przykład podejrzewani o pobicie profesora Marcelego Handelsmana, który sprzeciwiał się dyskryminacji Żydów na uczelniach.
Michał Howorka jako lider ONR w Poznaniu w maju 1934 stwierdził, że należy pozbawić Żydów majątku (tak jak w Rosji komuniści wywłaszczyli kapitalistów) i że trzeba bez skrupułów odebrać wszystko Żydom, a następnie wyrzucić ich z kraju. Postawił także tezę o konieczności „aryjskiej solidarności” w celu usunięcia z narodu tych, którzy są „obcy rasowo”.
„Młodzi” i „starzy” mieli odmienne koncepcje ustrojowe. SN formalnie propagowało ustrój demokratyczny, choć formułowano zastrzeżenia co do wartości demokracji. „Młodzi” znacznie bardziej krytycznie niż „starzy” oceniali demokrację jako formę ustrojową. Uważali, że instytucja wyborów jest szkodliwa i niebezpieczna. W rządach sanacji nie przeszkadzał im bynajmniej brak demokracji a jedynie niedostatecznie prawicowa ideologia rządzących. Postulowali raczej budowę ustroju hierarchicznego, w którym władzy nie sprawowałby demokratycznie wybierany parlament a rodzaj elity narodowej (sposób wyboru tej elity nie był jednak jasny).
Przykładowo w piśmie „Awangarda Państwa Narodowego” z maja 1934 młodzi narodowcy stwierdzili, że „starzy” bronią demokracji i są liberałami. Dla „młodych” coś takiego jak demokracja nie miało żadnego znaczenia. Określenie „stary liberał” było dla nich pogardliwe.
Istotne różnicę dzieliły także „młodych” i „starych” w kwestiach gospodarczych. Początek lat 30. to w Polsce czas kryzysu gospodarczego. Produkcja przemysłowa w 1934 roku stanowiła jedynie 79% produkcji z 1929 roku, obniżył się poziom życia, wzrosło bezrobocie. Program SN był konserwatywny w kwestiach społecznych i gospodarczych, przeciwny interwencji państwa a gospodarkę, niechętny reformom społecznym. SN sprzeciwiało się bardziej radykalnej reformie rolnej, sprzeciwiało się także zmianom mającym na celu np. skrócenie czasu pracy robotników. „Młodzi” uważali, że w celu zdobycia władzy należy stworzyć partię masową, a to było wówczas niemożliwe bez pozyskania robotników i chłopów. W związku z tym poglądy „młodych” były bardziej lewicowe w kwestiach ekonomicznych. W drukach propagandowych młodych potępiano kapitalizm jako ustrój niemoralny, oparty na wyzysku, dający korzyści jedynie Żydom, bankierom i przemysłowcom, postulowano nacjonalizacje zakładów przemysłowych kontrolowanych przez kapitał zagraniczny, rozważano przymusowe wywłaszczenie Żydów.
Do zaostrzenia konfliktu pomiędzy „młodymi” i „starymi” doszło po rozwiązaniu OWP w marcu 1933 roku. Działacze OWP zostali wcielani do Sekcji Młodych Stronnictwa Narodowego. W Sekcjach Młodych „młodzi” mieli znacznie mniejsze możliwości działania, byli podporządkowani „starym” działaczom, których oceniali krytycznie. „Młodzi” chcieli więc uzyskać większy wpływ na program i strategie stronnictwa. Napięcia pomiędzy „młodymi” i „starymi” narastały w ciągu 1933 i 1934 roku. W obozie narodowym dochodziło do rozłamów, których efektem było wyłonienie się Związku Młodych Narodowców na terenie Poznania czy Stronnictwa Wielkiej Polski.
Sytuacja w warszawskim okręgu SN stawała się coraz bardziej napięta. Próby znalezienia kompromisu nie przyniosły jednak skutku. „Młodzi” chcieli pozyskać Romana Dmowskiego. Jesienią 1933 roku do przywódcy endecji udała się delegacja „młodych” z Warszawy z żądaniem reformy stronnictwa i usunięcia szefa Sekcji Młodych SN Tadeusza Bieleckiego i komisarza filii młodych na dzielnice warszawską Aleksandra Dębskiego. Dmowski nie odpowiedział na postulaty „młodych”, obiecał, że rozważy ich postulaty, nie podjął jednak żadnej decyzji. Po niepowodzeniu delegacji podjęto decyzję o dokonaniu rozłamu i rozpoczęto przygotowania organizacyjne.
Decydującym impulsem, który doprowadził do powstania ONR było usunięcie Henryka Rossmana, Jan Mosdorfa i Mieczysława Prószyńskiego nieformalnych przywódców „młodych” w Warszawie, z zajmowanych w stronnictwie stanowisk, miało to miejsce w marcu 1934 roku.
Odznaką organizacji był Szczerbiec.

## Program

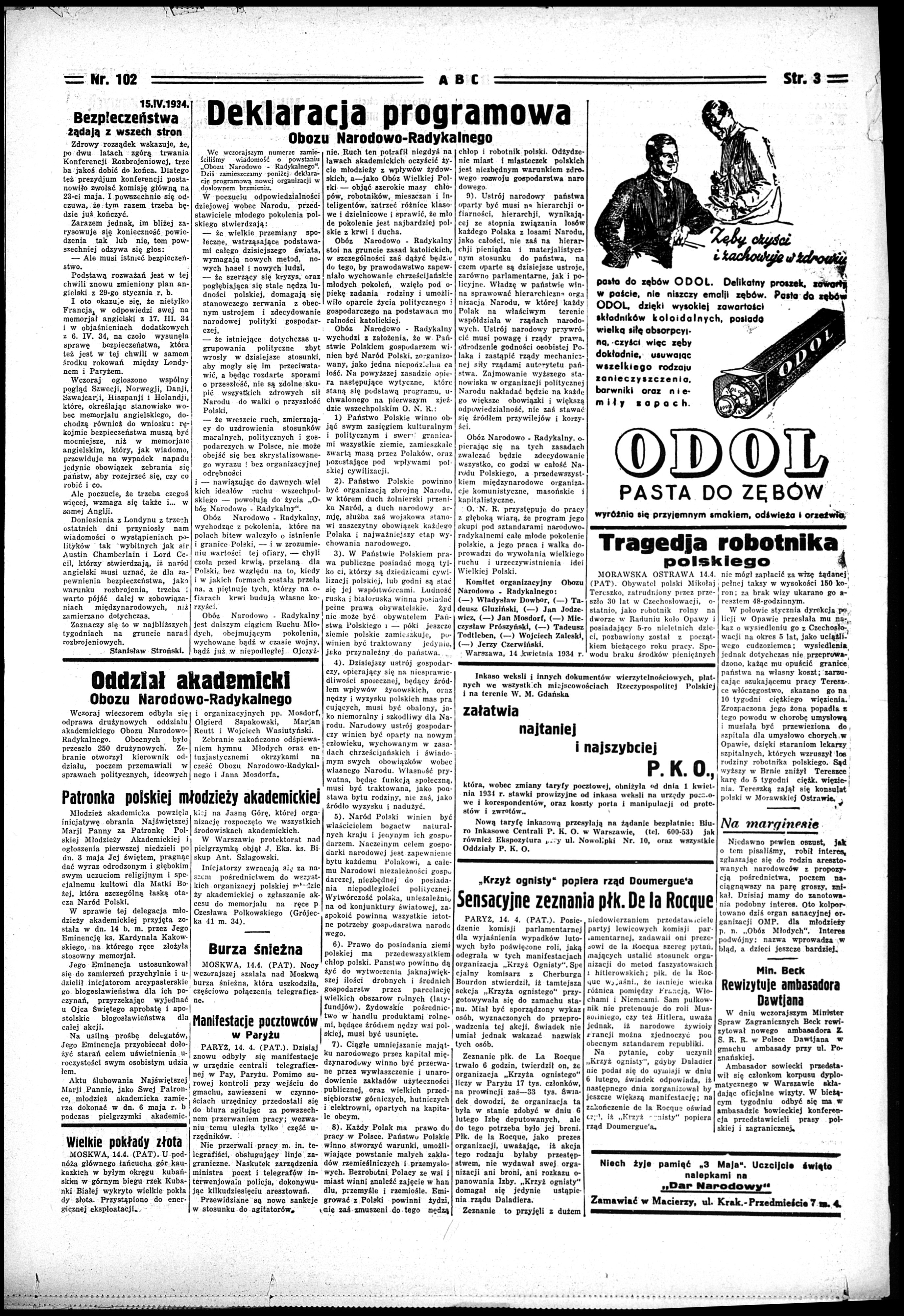
Deklaracja programowa Obozu Narodowo-Radykalnego (ONR) opublikowana 15 kwietnia 1934 roku w czasopiśmie „ABC”

Deklaracja programowa ONR ukazała się 15 kwietnia 1934 roku w dzienniku „ABC” i tygodniku „Sztafeta”. Program był rezultatem kilkumiesięcznej pracy. Pierwszy projekt przedstawił Jan Mosdorf latem 1933 roku, alternatywne propozycje złożyli: Bolesław Piasecki, Wojciech Wasiutyński, Marian Reutt oraz Olgierd Szpakowski. Na podstawie różnych wersji programu w wyniku dyskusji opracowano finalną wersję. Prace nad programem toczyły się także w czasopiśmie „Akademik Polski”, którego redaktorem naczelnym od 1933 roku był Bolesław Piasecki. Pod ostateczną wersją programu widnieją podpisy następujących osób: Władysław Dowbor, Tadeusz Gluziński, Jan Jodzewicz, Mieczysław Prószyński, Tadeusz Todtleben, Wojciech Zaleski, Jerzy Czerwiński. Dokumentu nie podpisali działacze, którzy nie chcieli, by oficjalnie łączyć ich z organizacją: Antoni Goerne, Bohdan Geryng, Aleksander Heinrich, Mieczysław Harusewicz, Witold Kozłowski, Henryk Rossmann.
Deklaracja stwierdzała, że ONR kontynuuje tradycję ruchu narodowego a zwłaszcza rozwiązanego przez władze w 1933 roku Obozu Wielkiej Polski. Deklarowano, że ONR „stoi na gruncie zasad katolickich” a przyszły ustrój społeczny i gospodarczy ma być oparty na podstawie moralności katolickiej.
Punkt pierwszy programu stwierdzał, że państwo polskie powinno objąć swym zasięgiem wszystkie ziemie zamieszkane przez Polaków. Oznaczało to w praktyce postulat odzyskania terenów zamieszkałych przez Polaków a znajdujących się w granicach innych państw (np. Prusy Wschodnie). Punkt drugi stwierdzał, że państwo powinno być organizacją zbrojną narodu, a służba wojskowa powinna być obowiązkowym i najważniejszym etapem edukacji (militaryzm).
Tak zwaną „kwestię żydowską” regulował punkt trzeci programu. Deklaracja postulowała odebranie praw obywatelskich Żydom i usunięcie ich z Polski, a dopóki mieszkają oni w kraju, powinni być traktowani jedynie jako „przynależni do państwa”.
ONR był ruchem antykapitalistycznym, a niektórzy jego członkowie mieli swoje korzenie w środowisku socjalistycznym. Narodowcy prezentowali się jako „obóz polskiego świata pracy” i obrońców klasy robotniczej. Punkty 4–8 programu ich organizacji dotyczyły kwestii gospodarczych. ONR twierdził, że kapitalizm jest ustrojem opartym na niesprawiedliwości i musi zostać obalony. Własność prywatna jest określona jako „funkcja społeczna”, która nie może być źródłem wyzysku i nadużyć (faszystowski model gospodarczy). Nowy ustrój gospodarczy powinien być oparty na „nowym człowieku, (…) świadomym swych obowiązków wobec narodu”. Postulowano likwidację żydowskiego pośrednictwa w handlu, a także nacjonalizację i wywłaszczenie przedsiębiorstw kontrolowanych przez kapitał międzynarodowy działających w branżach: górniczej, hutniczej, sektorze usług publicznych, a także elektrowni. Opowiadano się za parcelacją wielkich obszarów rolnych. Punkt 5 stwierdzał, że celem polityki gospodarczej powinna być niezależność od rynków światowych, a wszystkie potrzeby ekonomiczne powinna zaspokajać krajowa produkcja (autarkia).
Punkt dziewiąty deklarował, że ustrój państwa ma być oparty na zasadzie hierarchii. Władzę miała sprawować „hierarchiczna organizacja Narodu” (monopartia). Odrzucano ustrój demokratyczny.
W zakończeniu deklaracji stwierdzono, że ONR będzie zdecydowanie zwalczał międzynarodowe organizacje „komunistyczne, masońskie i kapitalistyczne”.

## Stosunek do faszyzmu i nazizmu[48][49]
Encyklopedia Britannica definiuje ONR jako organizację faszystowską. Za faszystowski uznali go też m.in.: Hugh Seton-Watson, Roman Wapiński (dla niego ONR był „najbardziej dojrzałym typem partii faszystowskiej”), Jerzy Wojciech Borejsza, Stanislav Andreski, Piotr Osęka (dodatkowo scharakteryzował założycieli ONR jako „radykalnych i często ciążących ku wzorom faszystowskim”), Halik Kochanski, Henryk Samsonowicz, Stanisław Salmonowicz, Artur Eisenbach, Dariusz Stola, Jacek Kuroń, Richard J. Crampton, Piotr Kendziorek, Halina Lerski, Kamil Kijek, Mikołaj Kunicki, Norman Davies, Grzegorz Rossoliński-Liebe, Paweł Śpiewak, Halina Lisicka, Antoni Czubiński, Ludwik Hass, Michał Śliwa, Adam Leszczyński, Jan Józef Lipski, Przemysław Witkowski, Piotr Wandycz, Grzegorz Krzywiec, Joshua D. Zimmerman, Szymon Rudnicki, Paweł Brykczyński, Andrzej Paczkowski, Lucy Dawidowicz, Józef Garliński, Jan Tomasz Gross. Także w opinii badaczy zajmujących się XVIII i XIX wiekiem ONR był ugrupowaniem o charakterze faszystowskim. Stanisław Stomma uważał, że ONR był „zarażony faszyzmem”. Krzysztof Kawalec postrzegał tę organizację jako „najbardziej sfaszyzowaną”. Andrzej Friszke porównał ONR do Organizacji Ukraińskich Nacjonalistów. Obie formacje były dla niego faszystowskie. Peter Stachura definiuje organizację jako quasi-faszystowską. Rafał Pankowski – jako profaszystowską lub po prostu jako reprezentującą polską odmianę faszyzmu. Antony Polonsky w jednym z opracowań przekonuje, że grupa została „odlana w faszystowskiej formie”. W jeszcze innym, którego współautorką jest Joanna Michlic, postrzega ONR po prostu jako „organizację faszystowską”. Węgierski historyk Iván T. Berend opisał program ONR-u jako „prawdziwie nazistowski”. Brytyjski historyk skrajnej prawicy Martin Blinkhorn zdefiniował ONR jako grupę będącą pod wpływem narodowego socjalizmu. Ronald Modras, autor opracowania „Kościół katolicki i antysemityzm w Polsce w latach 1933–1939”, zauważył, że ONR bazował na wzorcach nazistowskich. Również amerykańska historyczka Ezra Mendelsohn widziała w Obozie Narodowo-Radykalnym wyraźne wzorce hitlerowskie. Paweł Stachowiak jest zdania, że ONR nawiązywał do nazistowskich ideałów budowy państwa totalitarnego. Albert Stefan Kotowski porównał postulaty grupy do faszystowskich i nazistowskich. Historyk faszyzmu Stanley G. Payne ocenił, że ONR-owi było bliżej do nazizmu niż faszyzmu. Maciej Duda przedstawił narodowych radykałów, w tym ONR, ONR ABC i Falangę jako skrajnie prawicowe ruchy odwołujące się do faszyzmu. Michał Przeperski jest zdania, że członkowie ONR „wzorowali się na monopartiach faszystowskich, które przejęły władze we Włoszech i Niemczech”. Badacz jest jeszcze śmielszy w ocenie RNR, gdyż według niego był on tworem jednoznacznie faszystowskim. Czesław Brzoza i Andrzej Sowa zauważyli, że Obóz Narodowo-Radykalny „wprost nawiązywał do wzorców faszystowskich”. W Encyklopedii PWN zauważono, że program ONR był inspirowany wzorcami z faszystowskich Włoch. István Kovács doszedł do tego samego wniosku. Dla Pawła Machcewicza ideologia oenerowców była faszyzująca, antydemokratyczna i miała cechy totalitarne. Jerzy Topolski porównywał działalność bojówkarską ONR do tej podejmowanej przez faszystów. Jarosław Tomasiewicz przekonuje, że w czasach przedwojennych „powszechnie postrzegano narodowych radykałów jako polską odmianę faszyzmu”.
Również w publicystyce, także prawicowej, zarzucano ONR faszyzm. Endek Jędrzej Giertych ukazywał ONR jako „polskich faszystów” lub „quasi-faszystów”. Konserwatywne pismo „Czas” z radością przyjęło rozwiązanie ONR, co odebrano jako „zdławienie w zarodku próby powstania partii hitlerowskiej”.
Bolesław Piasecki jawnie mówił o faszystowskich inspiracjach założycieli ONR-u: „Byliśmy zafascynowani faszyzmem we
Włoszech i dynamiką dochodzącego do władzy hitleryzmu. Chcielibyśmy powstania
nacjonalistycznego, masowego ruchu w Polsce zdolnego do szybkiego wydarcia sanacji władzy”. Wojciech Wasiutyński, były oenerowiec, napisał po kilku dekach, że ONR był tworzony przez sympatyków faszyzmu: „w 1934 r. młodzież najbliższa wzorom faszystowskim odeszła ze Stronnictwa Narodowego, jedni (mniej liczni) w kierunku obozu rządkowego jako Związek Młodych Narodowców, inni, liczniejsi, w kierunku raczej rewolucyjnym jako Obóz Narodowo-Radykalnym. Bezpośrednią przyczyną rozłamu było, że Dmowski nie chciał nie chciał się zgodzić na stworzenie drugiego obozu narodowego o posmaku faszystowskim”.
Oenerowcy podejmowali działania prohitlerowskie. W piśmie „Sztafeta”, będącym prasowym prekursorem ONR-u, chwalono się: „Przed kilku dniami nasi sympatycy porozlepiali w mieście w dużej ilości afisz propagandowy: Hitler – Endek dwa bratanki. Chociaż akcja ta jest samorzutna, i pochodzi nie bezpośrednio ze źródeł organizacyjnych, dziękujemy, bo jest dobrą robotą propagandową”. Przy okazji wizyty w Polsce Josepha Goebbelsa w tej samej gazecie pisano: „Ruch hitlerowski porywa swą świeżością i entuzjazmem, swym wysokim natężeniem ideowym, swą bezwzględną walką z Żydami, swymi zdobyczami dla świata pracy”. W Łodzi ONR-owcy zorganizowali konferencję z członkami Narodowo-Socjalistycznej Partii Robotniczej i Partii Narodowych Socjalistów ws. ewentualnego połączenia. Poza tym akces do Obozu Narodowo-Radykalnego zgłosili narodowi socjaliści z Górnego Śląska i partia NSPR po delegalizacji. Narodowi socjaliści, będąc już członkami ONR, usiłowali tworzyć własne bojówki.
Jerzy Wojciech Borejsza ustalił, że pisma onrowskie „ABC”, „Jutro” i „Prosto z Mostu” były finansowane przez rząd włoski. Borejsza cytował ambasadora Włoch w Polsc eArone di Valentino: „«Jutro» zawsze przejawiało najlepsze zrozumienie i najżywszy entuzjazm dla faszyzmu (…) Redaktor naczelny, pan Stanisław Piasecki, zależnie od wsparcia, jakiego możemy mu ewentualnie udzielić, odda w istocie swej dziennik do naszej dyspozycji zarówno dla artykułów, jak i fragmentarycznych informacji, proponując jedynie, aby zamaskować sprawę, jak gdyby chodziło o kontakt o charakterze turystycznym”. W „Jutrze” tak pisano o Hitlerze: „Hitler swą pracą śmiałą i konsekwentną wyrwał je [Niemcy] z chaosu […] i pchnął ku lepszej przyszłości. Tyle wiary, oddania się i entuzjazmu w swym narodzie nie wzbudził żaden z […] ludzi doby obecnej”.
Podstawową różnicą między faszyzmem włoskim oraz niemieckim nazizmem a polskim ruchem narodowo-radykalnym była społeczna baza, na jakiej opierały się te ugrupowania. W przeciwieństwie do faszyzmu i nazizmu, opierających się na niższych warstwach społecznych, działacze ONR wywodzili się z inteligencji (przede wszystkim warszawskiej), byli przedstawicielami wolnych zawodów (inżynierowie, ekonomiści, prawnicy, lekarze). W ich gronie nie było też zawodowych polityków, byli to przeważnie ludzie bardzo młodzi. Wywodzili się ze środowisk szanowanych.
Wojciech Muszyński podał, że działacze narodowo-radykalni odrzucali obecny w faszystowskich Włoszech i nazistowskich Niemczech model funkcjonowania państwa, gdzie obowiązywały metody mające charakter policyjny, co było wynikiem ich personalnych perypetii związanych z funkcjonowaniem autorytarnego reżimu sanacyjnego. Halina Lerski pisze, że oenerowcy zaadaptowali koncepcje nazizmu i faszyzmu włoskiego, w tym budowy jednoosobowego przywództwa, „państwa narodowego” i eliminacji mniejszości narodowych z życia publicznego. Joseph Marcus napisał, że ONR podążał za wzorcami z faszystowskich Włoch, podczas gdy Falanga – z nazistowskich Niemiec. Michał Śliwa uważa, że w ONR propagowano wzorce faszystowskie i nazistowskie, podobnie jak w we współpracujących z nim organizacjach: Narodowo-Socjalistycznej Partii Robotniczej i Polskiej Partii Narodowo-Socjalistycznej. Zygmunt Wojciechowski wysnuł wniosek, że program partii został „sformułowany […] przy niewątpliwym wpływie doktryn gospodarczych hitlerowskich”. Mateusz Nieć jest zdania, że ONR, choć był antyniemiecki, był pronazistowski. Pisał: „Publicyści ONR byli najbardziej antyniemieccy i zarazem najbardziej prohitlerowscy »potomstwa obozowego«”. Anna Landau-Czajka przekonuje, że choć narodowi radykałowie sami odżegnywali się od obcych zapożyczeń, to „praktyka stała w jaskrawej sprzeczności z ich deklaracjami”, zwłaszcza jeśli chodzi o pomysły edukacyjne, które „obóz narodowy zaczerpnął niemal w całości z ideologii i praktyki narodowego socjalizmu”.
Kamil Kijek postrzega ONR jako „polską odmianę faszyzmu”. O istnieniu tej ideologii mają świadczyć komponenty narodowego radykalizmu, takie jak: skrajny modernizm, militaryzm, radykalny antysemityzm oraz chęć budowy nowego świata i odnowy narodu na drodze rewolucji poprzez przemoc. Wyjaśnił: „Połączenie tych wszystkich elementów w działaniach »młodych« sprawiło, że w przeciwieństwie do »starych« należy ich uznać za środowisko jednoznacznie noszące cechy faszystowskie. Nawet jeśli tego rodzaju odmiana polskiego faszyzmu różniła się od odmian niemieckiej, włoskiej, rumuńskiej, węgierskiej i pozostałych europejskich (każda miała przecież swoje wyjątkowe elementy), nie powinno to przesłaniać wszystkich istotnych punktów stycznych między polską wersją a innymi jego odmianami”.
Bogumił Grott twierdzi, że cechą charakterystyczną faszyzmu i nazizmu była statolatria, czyli wynoszenie państwa ponad inne struktury i zrzeszenia. Wynikało to z odmiennych niż oenerowskie źródeł filozoficznych, na jakich opierały się włoska i niemiecka ideologia, które sięgały do myśli Georga Hegla. Polski ruch narodowy tradycyjnie głosił prymat narodu nad państwem, w sposób jednoznaczny przeciwstawiając się etatyzmowi. Jan Mosdorf, stojący na czele ONR, odrzucał idee wodzowskie oraz koncepcje totalistyczne. Grott jest zdania, że Polsce w tamtych latach zwolennikami totalitaryzmu ustrojowego byli jedynie komuniści oraz neopogańska grupa „Zadruga”. Rudnicki postrzega poglądy głoszone przez ONR właśnie jako „totalitarne”. Śliwa w kontekście rozwiązań programowych ONR pisał o „narodoworadykalnym modelu totalitarnym”. Jego zdaniem założyciele grupy „najpełniej dokonali na gruncie polskim percepcji faszyzmu” i utworzyli „najbardziej dojrzały typ partii faszystowskiej”. Ideologia ONR-u była postrzegana jako totalitarna przez Jana Józefa Lipskiego i Stanisława Salmonowicza. Na tym samym stanowisku stoi Friszke i Marek Derwich. Andrzej Chojnowski w rozmowie z Polską Agencją Prasową tak mówił o idealnym porządku społecznym młodych endeków: „Według ONR-u nowa cywilizacja miała być zbudowana jako porządek hierarchiczny, z omnipotencją państwa narodowego, ingerującego w sposób totalny we wszystkie dziedziny życia”. Badacz dostrzegł, że oenerowcy „widzieli w faszyzmie i narodowym socjalizmie alternatywę dla demokracji i kapitalizmu”, jednak wprost nie chcieli przenosić do Polski obcych wzorców. Antoni Dudek i Grzegorz Pytel oceniali, że „nie ulega wątpliwości”, że system polityczny proponowany przez Piaseckiego, jeszcze za czasów jego działalności w ONR i przed przystąpieniem do Falangi, „miał wszelkie cechy totalitarne”.
Hugh Seton-Watson napisał, że celem ONR-u było stworzenie rasistowskiej dyktatury typu nazistowskiego, zamierzającej „oczyścić” kraj z Żydów, ich sympatyków oraz demokratów. Szymon Rudnicki scharakteryzował poglądy założycieli ONR-u jako „jawnie rasistowskie”. Rasizm, tak charakterystyczny dla narodowego socjalizmu, według Grotta był obcy dla polskiego nacjonalizmu. Ten sam autor twierdzi, że w późniejszym czasie nawet w kręgu najbardziej radykalnej Falangi rasizm określano mianem „bluffu XX wieku”, odrzucając go jako teorię materialistyczną, co przeczyło nauce katolickiej.
Grott napisał, że w latach 30. XX wieku wszystkie środowiska nacjonalistyczne w Polsce (z wyjątkiem grupy „Zadruga” Jana Stachniuka) podkreślały rolę i znaczenie wiary, religii oraz Kościoła katolickiego w swoich koncepcjach polityczno-społecznych. Oznaczało to uznanie etyki chrześcijańskiej, a co za tym idzie personalizmu oraz autonomii struktur kościelnych w procesie wychowania. Faszyzm i nazizm zdecydowanie odrzucały tego rodzaju rozwiązania. Szczególną rolę w ruchu narodowym, w tym w kręgach narodowo-radykalnych, odgrywało odwoływanie się do poglądów formułowanych przez św. Tomasza z Akwinu (tomizm). Rudnicki nie widzi sprzeczności w wyznawaniu przez ONR poglądów totalitarnych i katolickich. Przekonywał: „pogodzenie katolickiego uniwersalizmu z głoszonym równocześnie rasizmem i szowinizmem, miłosierdzia chrześcijańskiego z totalitarnym kultem mocy i przemocy nie sprawiało w praktyce działaczom ONR żadnej trudności”. Rudnicki zresztą wprost polemizował z poglądami na ten temat, które przedstawił Grott.
Ewa Maj uważa, że wpływy faszystowskie w ONR były widoczne jedynie w używanej retoryce oraz w symbolice zewnętrznej. Nie przekładało się to na próby tworzenia polskiego odpowiednika faszyzmu. Tomasiewicz pisze, że oprócz retoryki i symboliki, narodowi radykałowie byli „byli wyraźnie zafascynowani włoskim faszyzmem i niemieckim nazizmem oraz innymi pokrewnymi ruchami, spoglądając na nie z zazdrosnym podziwem”.
Niemiecki historyk nazistowski, Erich Maschke, doceniał ONR, twierdząc, że „to narodowy socjalizm, nie zaś włoski faszyzm był wzorcem dla Jana Mosdorfa”. Do działalności Obozu Narodowo-Radykalnego w pozytywny sposób odnoszono się również na łamach hitlerowskiej prasy. Ukraiński badacz Iwan Łysiak-Rudnycki stawiał ONR w jednym szeregu z Organizacją Ukraińskich Nacjonalistów i Gwardią Hlinki. Jego zdaniem te organizacje nie były faszystowskie.
W 2021 r. Sąd Najwyższy odrzucił skargę kasacyjną członków współczesnego ONR do wyroku Sądu Okręgowego w Elblągu z 21 marca 2019 dotyczącą nazwania w 2017 ONR organizacją faszystowską przez Roberta Kolińskiego, członka Partii Razem. Podczas ogłoszenia wyroku sędzia powiedział do działacza ONR m.in., że Pańska organizacja niestety sama na siebie ukręciła ten bicz. Nawiązujecie do organizacji przedwojennej, która była jawnie organizacją faszystowską, stosujecie te same symbole i nazwy. Nie mówię przez to, że jesteście faszystami albo nazistami. Ja tylko mówię, że oskarżony miał prawo tak uważać na podstawie tego, co wy sami o sobie piszecie, jak się zachowujecie na własnych demonstracjach, jakie głosicie hasła, jak się nosicie, do jakich symboli się odwołujecie. Tego nie można zinterpretować inaczej, jest to jednoznaczne.

## Kalendarium
Rok 1934
- 14 kwietnia – podpisanie deklaracji Obozu Narodowo-Radykalnego w gmachu Politechniki Warszawskiej[153]
- 3 maja – z okazji święta 3 Maja ulicami Warszawy przemaszerował 2,5-tysięczny pochód członków ONR[5]
- 3 maja – tygodnik „Sztafeta” ogłasza przystąpienie Stronnictwa Wielkiej Polski do ONR[154]
- 12 maja – zarządzenie Ministra Spraw Wewnętrznych Bronisława Pierackiego zalecające rozwiązywanie kół i oddziałów ONR-u i innych organizacji jeśli policja stwierdzi, że członkowie organizacji organizują ekscesy antysemickie[155]
- 14 maja – tygodnik „Sztafeta” przekształcony został w dziennik o nakładzie 8 tys. egzemplarzy[156]
- 29 maja – bojówka ONR ostrzelała lokal Komitetu Dzielnicowego PPS na Woli w Warszawie (była to odpowiedź na akty przemocy ze środowisk lewicowych, które zaatakowały pierwsze[157]), raniąc 7 osób, aresztowano 45 członków ONR, skonfiskowano rewolwery. Napad doprowadził do akcji odwetowych młodzieży socjalistycznej na lokale ONR w dzielnicach robotniczych[158][159]
- 14 czerwca – zamknięcie drukarni „Sztafety”[160]
- 15 czerwca – zabójstwo ministra spraw wewnętrznych Bronisława Pierackiego przez ukraińskich nacjonalistów z organizacji OUN, o zamach obwiniono ONR (podejrzewano, że jest to zemsta za represje wobec ONR), aresztowanie liderów ONR[161]
- 30 czerwca – ukazał się pierwszy numer nielegalnie wydanej „Nowej Sztafety”[6]
- 6–7 lipca – osadzenie czołowych działaczy ONR w obozie w Berezie Kartuskiej[162]
- 10 lipca – oficjalna delegalizacja Obozu Narodowo-Radykalnego, jako oficjalny powód delegalizacji podano napad na Woli z 29 maja i organizowanie ekscesów ulicznych[6][163]

Rok 1935
- rozpad ONR na Ruch Narodowo-Radykalny Falanga i Obóz Narodowo-Radykalny ABC.

## Struktura organizacyjna
Struktura organizacyjna władz ONR była stosunkowo skomplikowana. Na czele struktur organizacyjnych Obozu stał Komitet Organizacyjny, któremu przewodniczył Jan Mosdorf. Z kolei organem władczym Komitetu był Wydział Wykonawczy, który składał się z czterech referatów: organizacyjnego, propagandowego, finansowego i ogólnego.
Poza jawnymi strukturami funkcjonowały także struktury tajne, dzielące się ze względu na stopień wtajemniczenia, którymi prawdopodobnie kierował Henryk Rossman; niektóre źródła podają, że kierował nimi trzyosobowy komitet, w skład którego wchodzili: Tadeusz Gluziński, Jan Jodzewicz i Jan Mosdorf. Na niejawne struktury składały się najprawdopodobniej cztery poziomy tajnej struktury nazywanej „Organizacją Polską”, określanej też jako Organizacja Wewnętrzna, które od najniższego począwszy były następujące:
1. Poziom S – Sekcja,
2. Poziom C – Stefan Czarniecki,
3. Poziom Z – Zakon Narodowy,
4. Poziom A – Komitet Polityczny.

Organizacja Polska kontynuowała działalność również w późniejszych latach, gdy ONR był już formalnie zdelegalizowany, w tym w trakcie okupacji niemieckiej. W Atlasie polskiego podziemia niepodległościowego 1944–1956 (pod red. Sławomira Poleszaka, Rafała Wnuka, Agnieszki Jaczyńskiej, Magdaleny Śladeckiej) pisano o jej rasistowskim charakterze: „Członkami organizacji mogli zostać Polacy, którzy potrafili udowodnić swą czystość rasową do czwartego pokolenia wstecz. Ponieważ przywódcy ruchu narodowo-radykalnego definiowali polskość na wskroś etnicznie, mogła być ona dziedziczona jedynie przez krew, co wykluczało asymilację grup uznanych za etnicznie niepolskie. Szczególnie negatywnie oceniano Żydów – tak ze względów kulturalno-religijnych, jak i z powodu miejsca na rynku pracy (...)”.
Należy zauważyć, że w ramach struktur ONR funkcjonowała także autonomiczna grupa związana wcześniej z Oddziałem Akademickim OWP pod przywództwem Bolesława Piaseckiego. Wobec takiej sytuacji Jan Mosdorf pełnił rolę pośrednika między Henrykiem Rossmanem a Bolesławem Piaseckim. Powstanie Obozu spotkało się z największym odzewem w Warszawie, Poznaniu (z którego przyłączyło Stronnictwo Wielkiej Polski Michała Howorki) oraz z mniejszym w Wilnie. Duże znaczenie w strukturach organizacyjnych odgrywali studenci, którzy w liczbie około 5 tysięcy zasilili szeregi partii narodowo-radykalnej.

## W kolejnych dekadach
Członkowie ONR nie stworzyli nigdy takiej koncepcji ustroju gospodarczego i politycznego, która byłaby na tyle spójna i jednorodna, żeby zaakceptowali ją wszyscy działacze. W 1935 roku, po delegalizacji, na skutek sporów ONR rozpadł się na konkurujące ze sobą frakcje. Największe były ABC i Falanga. Poza tym byli oenerowcy i zwolennicy narodowego socjalizmu utworzyli Narodowo-Społeczną Partię Radykalną. Grupa w chwili największej popularności liczyła około 100 osób. Rozpadła się wskutek rozłamu wewnętrznego. Były członek ONR, Maksymilian Jasiński, był jednym z liderów ugrupowania Narodowy Front Chłopsko-Robotniczy. Formacja określała Adolfa Hitlera mianem „genjusza” (równie pochlebnie wypowiadano się o NSDAP), postulowała utworzenie totalitarnego i jednopartyjnego państwa, wzorowanego na III Rzeszy, a także głosiła hasła antysemickie i antykapitalistyczne. W latach 1943–1944 pod zbiorczym określeniem Obóz Narodowo-Radykalny obejmowano konspiracyjne kontynuacje dwóch przedwojennych odłamów ONR. „ABC” (w konspiracji – grupa Szańca) i „Falangi” (w konspiracji – Konfederacja Narodu) oraz polityczne nadbudówki Narodowych Sił Zbrojnych, a często i te ostatnie.

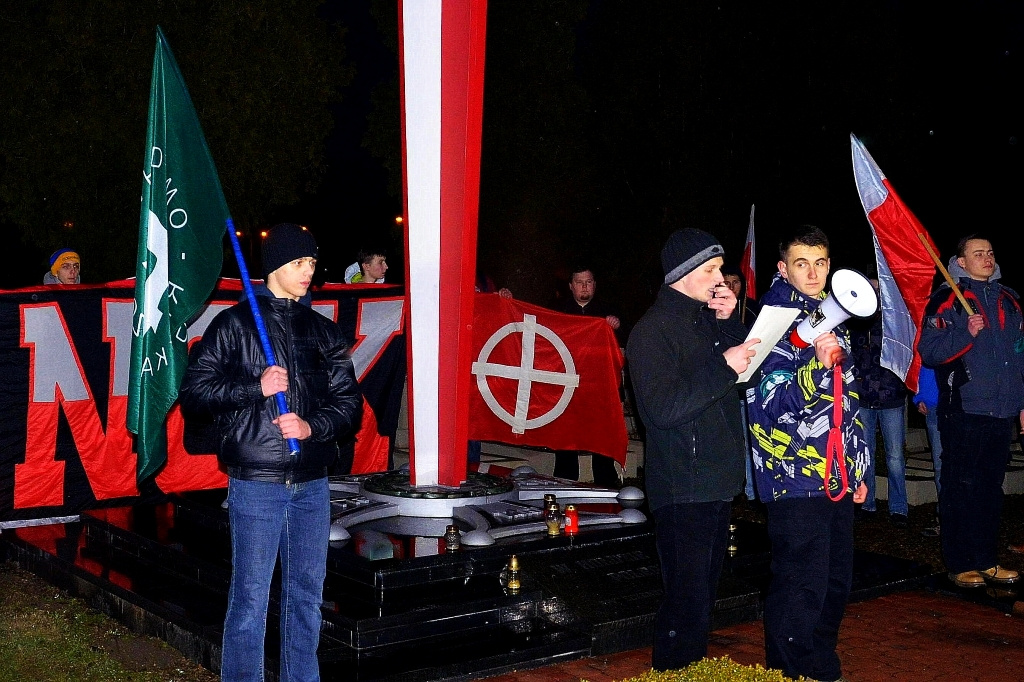
Działacze odrodzonego ONR i innych organizacji nacjonalistycznych w 2013 roku

W czasie okupacji niemieckiej ONR Falanga pod przywództwem Bolesława Piaseckiego, w większości, zachowywał lojalność wobec istniejących instytucji Polskiego Państwa Podziemnego i uznawał rząd RP na uchodźstwie. Jego zakonspirowana organizacja wojskowa – Konfederacja Narodu – już w listopadzie 1941 r. podporządkowała się akcji scaleniowej ze Związkiem Walki Zbrojnej (poprzednikiem Armii Krajowej), co ostatecznie doprowadziło do całkowitego wchłonięcia KN przez AK jesienią 1943 r. ONR ABC był pod tym względem bardziej radykalny, chociaż podobnie jak ONR Falanga miał program totalitarny, wykluczający z życia publicznego nie tylko inne grupy etniczne i wyznaniowe, ale również polityczne. Ta część obozu narodowego miała ambicje tworzyć struktury polityczne i wojskowe całkowicie niezależne od Delegatury Rządu na Kraj i ZWZ-AK. Było to następstwem przyjętej przez członków ONR ABC strategii, zakładającej przeprowadzenie narodowo-radykalnej rewolucji, w wyniku której miało powstać „Katolickie Państwo Narodu Polskiego” rządzone przez nacjonalistyczną monopartię. Zbrojnym ramieniem ONR ABC był początkowo Związek Jaszczurczy, włączony później w skład Narodowych Sił Zbrojnych. Po zawarciu w marcu 1944 r. umowy o scaleniu NSZ z AK, w NSZ nastąpił rozłam. W maju 1944 r. narodowcy wywodzący się z ZJ podjęli samodzielną działalność pod nazwą NSZ-ZJ. Odosobniona grupa z Andrzejem Świetlickim na czele (Narodowa Organizacja Radykalna) w październiku 1939 r. podjęła próbę kolaboracji z hitlerowcami na płaszczyźnie ideologicznej; współpraca została jednak zerwana przez Niemców, którzy wiosną 1940 r. ostatecznie aresztowali przywódców NOR. Świetlicki jeszcze wcześniej usiłował utworzyć partię o profilu narodowo-socjalistycznym na wzór NSDAP. Kolaboracji z Niemcami na płaszczyźnie wojskowej dopuściła się z kolei w schyłkowym okresie wojny tzw. Brygada Świętokrzyska – oddział zbrojny NSZ-ZJ, działający w okresie od sierpnia 1944 r. do sierpnia 1945 r.; była to jedyna polska jednostka, która zanotowała powszechnie znany i potwierdzony fakt kolaboracji z III Rzeszą podczas II wojny światowej. W czasie wojny wielu z przedwojennych działaczy ONR, takich jak Jan Mosdorf, Stanisław Piasecki czy Paweł Musioł, zginęło z rąk hitlerowców. Po II wojnie światowej niektórzy działacze ONR działali w Stowarzyszeniu „Pax”, próbując łączyć katolicyzm i nacjonalizm z przychylnością wobec władz komunistycznych.
Po roku 1989 do idei radykalnego nacjonalizmu nawiązują organizacje takie jak Narodowe Odrodzenie Polski, Obóz Narodowo-Radykalny (tzw. neo-ONR), Falanga Bartosza Bekiera i Rodacy Kamraci Wojciecha Olszańskiego. NOP, Falanga i Rodacy Kamraci są opisywane przez specjalistów jako ruchy neofaszystowskie (dodatkowo Falandze zarzuca się też narodowy bolszewizm i eurazjatyzm). W 2019 Komitet ds. Likwidacji Dyskryminacji Rasowej ONZ (CERD) przedstawił rekomendacje dla RP w zakresie realizacji postanowień Międzynarodowej Konwencji z 1966 roku w sprawie likwidacji wszelkich form dyskryminacji rasowej. Zażądał wówczas, by Polska zapewniła skuteczne wdrożenie prawa delegalizującego organizacje promujące lub nawołujące do dyskryminacji rasowej, w tym ONR i Falangi.

## Członkowie
Członkami ONR byli m.in. Jan Mosdorf, Henryk Rossman, Bolesław Piasecki, Paweł Musioł, Stanisław Piasecki, Wojciech Wasiutyński, Tadeusz Todtleben, Jerzy Kurcyusz, Jan Korolec, Tadeusz Gluziński.